# Melody
Мелодія Руїс Гутьєррес (ісп. Melodía Ruiz Gutiérrez, нар. 12 жовтня 1990 року), відома під сценічним псевдонімом Melody — іспанська співачка, представниця Іспанії на Пісенному конкурсі Євробачення 2025 з піснею «Esa diva».
Melody здобула популярність у віці 10 років завдяки своїй пісні «El baile del gorila», що була одним із найбільших літніх хітів 2001 року в Іспанії. Загалом співачка випустила шість альбомів та численні успішні сингли на іспанському та латиноамериканському ринках.

## Біографія
Мелодія Руїс Гутьєррес народилася 12 жовтня 1990 року в Дос-Ерманас (Севілья), Андалусія. Її родина має тісний зв'язок з музикою: її батько та деякі інші члени родини грали в севільському гурті під назвою Los Quillos або Los Kiyos, що був схожим на Jackson 5.
Мелодія навчилася співати ще до того, як почала говорити. У 6 років вона заявила (своїй матері), що народжена співати та танцювати. Мати намагалася відмовити доньку, кажучи, що музика — складна професія, але Мелодія наполягала на своєму.

## Кар'єра

### 2001—2004: ранні роки
Melody відкрив для себе Ель Фарі, ветеран румби і фламенко та продюсер, після того, як батько співачки надіслав йому демо-запис її співу. Ель Фарі був вражений і попросив її приїхати до Мадрида, щоб записати альбом.. 2001 року, у віці 10 років, Melody випустила свій дебютний альбом De pata negra. Альбом спродюсував Густаво Рамудо на лейблі Carabirubí Producciones та випущений лейблом Epic Spain (Sony Music Entertainment Spain). Головний сингл альбому — «El baile del gorila», атором і композитор якого є Хосе Антоніо Бенітес Серрано, став великим літнім хітом в Іспанії.
Дебютний альбом Melody був проданий тиражем від 500 000 до 600 000 примірників (2004). До жовтня 2001 року він отримав подвійний платиновий сертифікат в Іспанії за продаж 200 000 копій. У травні 2002 року альбом став золотим, а потім здобув платинову сертифікацію в США від Асоціації звукозаписної індустрії Америки й того ж року отримав номінацію на премію Latin Grammy за найкращий дитячий альбом.
10 червня 2002 року Melody випустила свій другий альбом — Muévete. Головна пісня під однойменною назвою дебютувала на 11 місці в Іспанії протягом тижня, досягнувши піку на 7 місці через тиждень. Альбом продався тиражем 50 000 примірників.
На початку 2003 року перший альбом Мелоді «De pata negra» став фіналістом премії Billboard Latin Music Award у категорії «Латинський попальбом року, новий виконавець». А 23 червня того ж року вийшов третій альбом — T.Q.M., з якого пісня «Dabadabadá» увійшла до іспанського саундтреку до бразильської теленовели «Mulheres Apaixonadas». Третій альбом Melody був проданий тиражем 30 000 примірників.
У листопаді 2003 року співачка з'явилася в DVD-диску Disney «Ellas & magia» — збірці пісень диснеївських принцес у виконанні відомих артистів іспанською мовою. Melody заспівала «No diré que es amor» з мультфільму «Геркулес».
18 жовтня 2004 року вийшов четвертий альбом співачки — Melodía, завдяки якому вона зосередилася на підлітковій аудиторії. Альбом дебютував під номером 15 в Іспанії. Того ж року Melody також випустила дуетний трек із грецьким тенором Маріосом Франгулісом. Пісня під назвою «Cu'mme» увійшла до другого міжнародного альбому Франгуліса Follow Your Heart, який вийшов 9 листопада 2004 року на лейблі Sony Classical.

### 2005—2008: перерва в кар'єрі та повернення

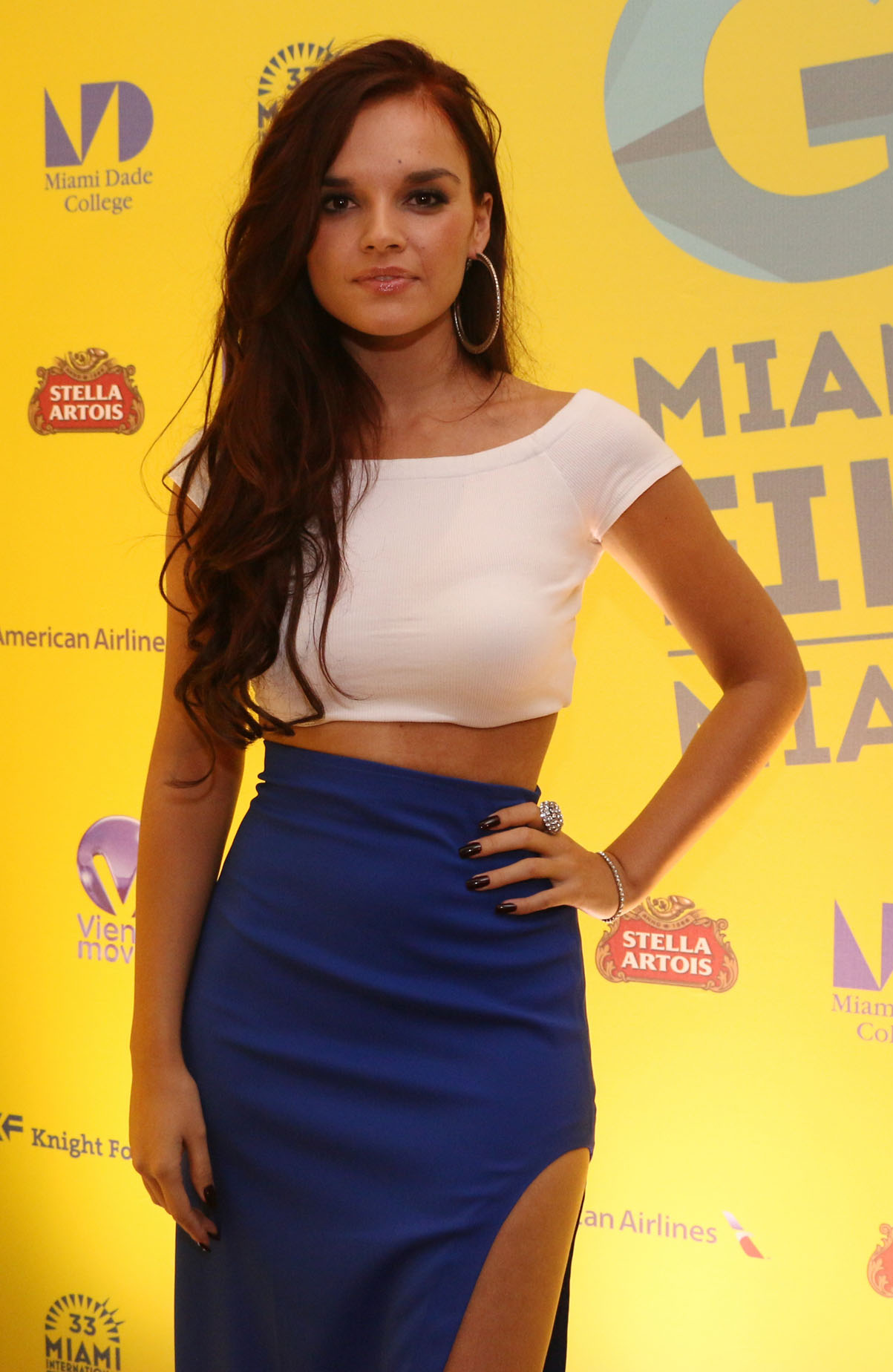
Melody на Міжнародному кінофестивалі в Мельбурні, 2021 рік

До 2005 року Melody зникла зі ЗМІ та зробила перерву на три роки, перш ніж випустити ще один альбом, оскільки присвятила цей час своєму особистому розвитку і закінченню навчання[джерело?]. Через повне зникнення зі ЗМІ почали поширюватися чутки про її смерть. Міська легенда стверджувала, що Melody загинула в авіакатастрофі. Інша версія міфу про її смерть, представлена блогом під назвою Los Corotos, стверджувала, що вона скоїла самогубство через депресію, але виявилося, що це була інша людина на ім'я Мелоді (а не Мелодія, що є справжнім ім'ям співачки).
Melody спростувала всі чутки, коли випустила свій п'ятий альбом Los buenos días у 2008 році.. Альбом був створений у Нью-Йорку. Співачці було 17 років на момент виходу Los buenos, і рекламувався як її «перший альбом зрілості». Melody стала співавторкою деяких треків.

### 2009: відбір на Євробачення
Наприкінці 2008 року Melody співпрацювала з танцювальним гуртом фламенко Los Vivancos над піснею під назвою «Amante de la luna».
Melody та Los Vivancos пройшли попередній етап на національний відбірковий етап Іспанії на Пісенний конкур Євробачення 2009, який відбувався в Москві.Процес відбору був організований RTVE і розпочався з онлайн-голосування на вебсайті, де «Мелоді» та Melody та Los Vivancos перемогли з 208 481 голосом і вийшли безпосередньо до півфіналу.
14 лютого 2009 року вони виступили в першому з трьох півфіналів і, отримавши максимальну підтримку журі (12 балів) та найвищу оцінку глядачів (12 балів), фінішували першими та пройшли безпосередньо до фіналу. У фіналі, що відбувся 28 лютого 2009 року, Melody, яка цього разу виступала самостійно після відмови Los Vivancos від участі, отримала таку ж кількість балів (22), як і Сорая з «La noche es para mí». Але саме Сорая була оголошена переможницею відбору, оскільки здобула вищий бал у телеголосуванні.

### 2012—2014: шостий альбом
У 2012 році Melody зробила прев'ю свого шостого студійного альбому, випустивши сингл під назвою «Ten cuidaíto conmigo». Офіційна презентація пісні відбулася в Малазі в лютому. Назва альбому була оголошена як Mucho camino por andar, а вийшов він 9 червня 2014 року. Протягом цього часу співачка також працювала над синглами.
З жовтня 2013 року до березня 2014 року Melody брала участь у третьому сезоні шоу «Tu cara me suena», дійшовши до фіналу разом з Едурне, Ксусо Джонсом, Ллумом Баррерою та Флорентіно Фернандесом. У фіналі посіла друге місце.

### 2015—2019: дебют у кіно, дует Melek 2, нові сингли
29 травня 2015 року Melody випустила баладу «In My Mind», що стала головною темою іспанського фільму 2015 року «Ahora o nunca», у якому співачка також дебютувала як акторка.
Окрім сольної кар'єри, Melody разом зі своїм братом Елеазаром (Еле) створила музичний дует під назвою Melek 2. 2 червня 2015 року дует випустив свій перший цифровий сингл «Tú lo sabes».
29 червня 2018 року Melody випустила новий сингл під назвою «Parapapá». Це був її перший реліз з 2015 року. Музичний кліп на пісню був завантажений на YouTube та зібрав 2,2 млн переглядів за перші три тижні. 15 лютого 2019 року Melody випустила новий цифровий сингл — «Rúmbame».

### 2024-дотепер: Benidorm Fest, Євробачення 2025 та подальша кар'єра

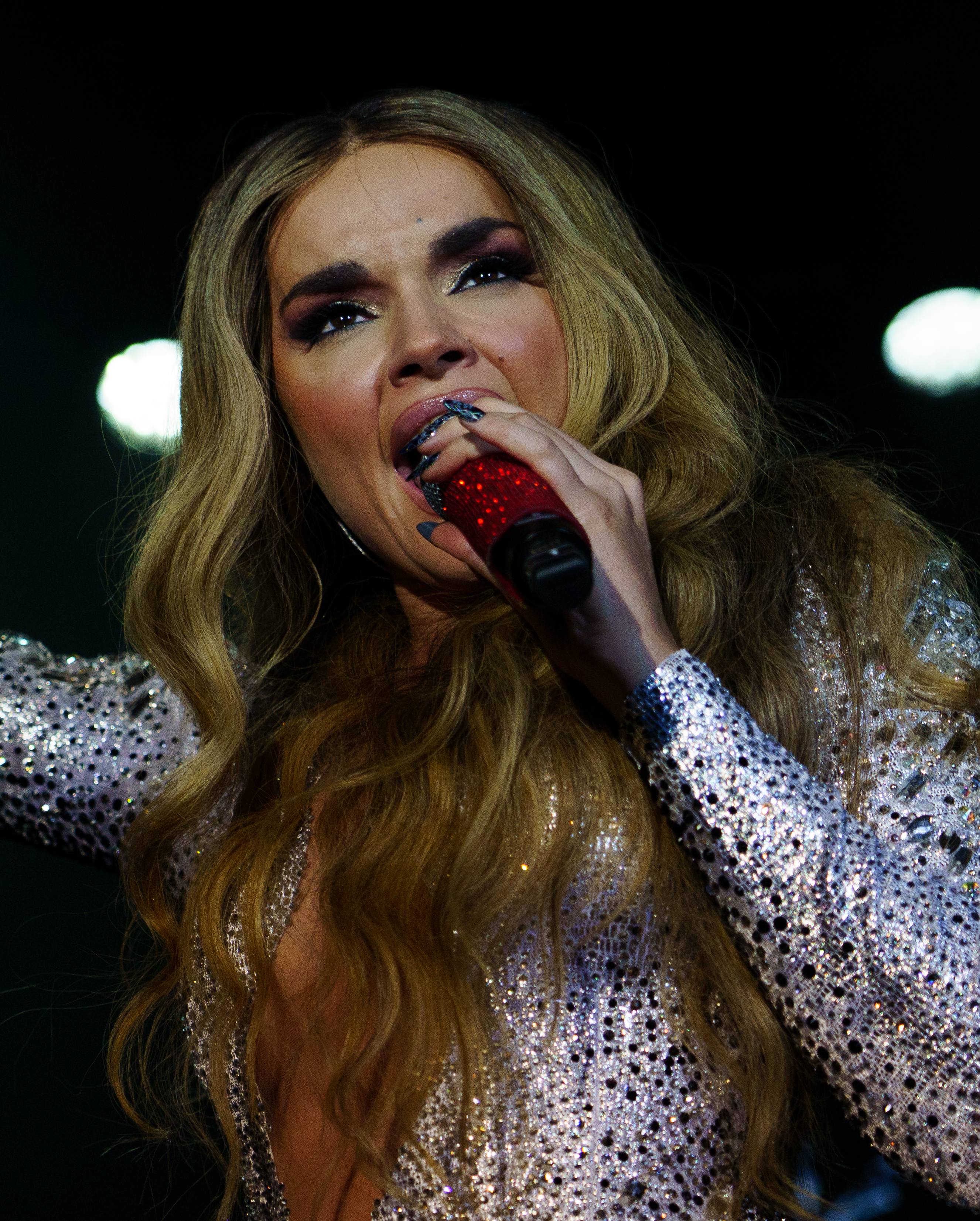
Melody на промовечірці Євробачення 2025 в Мадриді

12 листопада 2024 року RTVE оголосила Melody серед учасників Benidorm Fest 2025, іспанського відбору на Пісенний конкурс Євробачення 2025, з піснею «Esa diva». 30 січня співачка виступила останньою у другому півфіналі та пройшла до фіналу. 1 лютого вона виграла конкурс, здобувши 1 місце за результатами голосування публіки й 3 місце за результатами голосування журі. Завдяки своїй перемозі вона здобула право представляти Іспанію на Євробаченні 2025.
Наприкінці травня того ж року випустила пісню «El Apagón».

## Особисте життя
Перебуває у стосунках з Ігнасіо Баталланом. У них є одна дитина.

## Дискографія

### Альбоми
- De pata negra (2001)
- Muévete (2002)
- T.Q.M. (2003)
- Melodía (2004)
- Los buenos días (2008)
- Mucho camino por andar (2014)